# Barbara Cason
Pour les articles homonymes, voir Cason.
Barbara Cason est une actrice américaine, née le 15 novembre 1928 à Memphis, morte le 18 juin 1990 à Los Angeles.

## Filmographie
- 1970 : Les Tueurs de la lune de miel (The Honeymoon Killers) : Evelyn Long
- 1970 : Comedy Tonight (série télévisée) : Regular
- 1970 : La Fiancée du vampire (House of Dark Shadows) : Mrs. Johnson
- 1971 : Cold Turkey : Letitia Hornsby
- 1972 : Temperatures Rising (série télévisée) : Miss Tillis (1973-1974)
- 1974 : It Couldn't Happen to a Nicer Guy (en) (TV) : Judge A.J. White
- 1975 : Let's Switch! (TV) : Greta Bennett
- 1975 : Delancey Street: The Crisis Within (TV) : Mrs. Sommerville
- 1977 : L'Exorciste 2 : l'hérétique (Exorcist II: The Heretic) : Mrs. Phalor
- 1977 : Carter Country (série télévisée) : Cloris Phebus
- 1978 : With This Ring (en) (TV) : Viola Andrews
- 1979 : She's Dressed to Kill (TV)
- 1981 : A Matter of Life and Death (TV) : Nurse Barnes
- 1981 : The Brady Girls Get Married (TV) : Miss Fritzsinger
- 1982 : The Adventures of Pollyanna (TV) : Mrs. Snow
- 1982 : Memories Never Die (TV) : Rita Jean Tilford McEwan
- 1986 : It's Garry Shandling's Show (série télévisée) : Ruth Shandling